# 冒険ゲームブックシリーズ
冒険ゲームブックシリーズ（ぼうけんゲームブックシリーズ）は、双葉社から刊行された、主にコンピュータゲームを題材としたゲームブックのシリーズ。1986年から1992年にかけて80冊近くが発行された。
また、この項では双葉文庫ゲームブックシリーズもあわせて取り上げる。

## 概要
双葉文庫で最初に刊行されたゲームブックは、1985年刊の「ルパン三世 さらば愛しきハリウッド」である。ルパン三世のゲームブックシリーズは冒険ゲームブックでなく「双葉文庫ゲームブックシリーズ」に属し、第6巻「Pファイルを奪え!」 からはルパン三世ゲームブックとしての巻数が記載されるようになった。なお、第6巻から第12巻「九龍クライシス」までは双葉文庫ゲームブックシリーズとしての通し番号も振られているが、それぞれ7 - 13とルパン三世ゲームブックの巻数よりも1巻ずれている。これは双葉文庫ゲームブックシリーズの第4弾がルパン三世とは無関係なホラー映画「ガバリン」のゲームブック化作品のためである。
ファミコン冒険ゲームブックは、上記のシリーズよりも低年齢の小学校高学年から中学生を主な対象とするレーベルとして誕生した。日本でゲームブックが流行した1980年代後半は、同時に『スーパーマリオブラザーズ』に始まるファミリーコンピュータ（ファミコン）の爆発的ブームとも重なっていた。高価なゲームソフトはいくつも購入できるものではないため、安価にファミコンの雰囲気を味わえるゲームブックが各社から出版されたが、その中でも多数の読者を獲得したのが双葉社の本シリーズである。成功の要因は、文庫サイズにしたことで価格を300円台に抑えたことと、『スーパーマリオブラザーズ』『ゼルダの伝説』『ドラゴンクエスト』などの人気ゲームを題材にした作品を次々と刊行したところにある。
内容はさまざまで、原作のゲーム内容をほぼそのままなぞったもの、原作を生かしつつ大幅にアレンジを加えたもの、タイトルとキャラクターだけを借りた全くの別物、などなどバリエーションに富む。
ほとんどの作品ではサイコロを使わないごく簡易なシステムを採用しているが、『メトロイド ゼーベス侵入指令』や『スペース・ハリアー ホワイト・ドラゴンの勇者』、『ヴィザードリィシリーズ』、『ファンタジーゾーン2 異星への旅立ち』、『覇邪の封印 バァンドゥラの魔獣』のようにサイコロを使うシステムもある。文章は全体的に平易で、一冊の価格も他社製ゲームブックより安く設定してある。500項目以下の小規模から中規模のものが多数を占めるが、『ドラゴンクエストII 悪霊の神々』のように上下巻に及ぶ大規模なものもある。
初期作品群には文章は横書きの左開き本と縦書きの右開き本でリリースされていたが、中期から後期に関しては縦書きの右開き本のみのリリースとなっている。
カバーをはずした下の表紙に、別のイラストが描かれている作品が多い。また、2ページ目のクレジットが英文表記であるため、全作品に英訳タイトルがある。
刊行数の増加と題材の多様化に伴い、「ファミコン冒険ゲームブック」から派生する形で誕生した「冒険ゲームブック」がシリーズ全体を統括する名称となった。しかし以下に挙げるサブレーベルの区分は名目上のことで、書籍に掲載された紹介文では全レーベルひとまとめに扱われていた。
- ファミコン冒険ゲームブック
- メガドライブ冒険ゲームブック
原作となるゲームがメガドライブ用ソフトの場合はこのレーベルが使われる。
- PCエンジン冒険ゲームブック
原作となるゲームがPCエンジン用ソフトの場合はこのレーベルが使われる。背表紙の色も、ファミコン冒険ゲームブックが青いのに対してオレンジ色。
- ゲームボーイ冒険ゲームブック
原作となるゲームがゲームボーイ用ソフトの場合。背表紙の色はファミコン冒険ゲームブックと同じ青。このレーベルに属するタイトルは末期に刊行された。
- スーパーファミコン冒険ゲームブック
最後に登場したレーベル。唯一1992年まで刊行されている。
- ミニ四駆ゲームブック
小型の模型自動車「ミニ四駆」を題材にした作品。
- 冒険ゲームブック
ゲーム機名を冠しないこのレーベルには、完全オリジナル作品のほか、セガ・マークIII/セガ・マスターシステム用ゲームの一部や電話を利用する「テレホンアドベンチャー」が原作の作品が属する。『邪聖剣ネクロマンサー』はPCエンジン用ゲームが原作だが、こちらに含まれる。

双葉社が刊行したこれらのゲームブックの総数は、日本国内の出版社の中で群を抜いて多いが、次第に粗製濫造気味になってジャンルの衰退を招いたとも言われる。
ブーム末期の1990年には日本で刊行されるゲームブックの過半数を占め、このころは秀作も多かったが、ゲームブック界を代表するほどの大傑作には恵まれなかった。コンピュータゲームの扱う情報量が増加してきたため、原作と同じ筋書きをたどることが多かったこのシリーズ作品には、ゲームブックならではの独自要素を盛り込む余裕がなくなってきていたのが一因とされる。

## ラインナップ
- ナンバリングの施された初期作品には、タイトルの後に（No.xx）と記してある。
- 原作のないオリジナル作品には、タイトルの後に◎をつけた。

### 1986年シリーズ開始作品

#### スーパーマリオブラザーズ
スーパーマリオブラザーズ マリオを救え! （No.1）
（1986年 北殿光徳 / スタジオ・ハード）
普通の少年がファミコンの『スーパーマリオブラザーズ』をプレイ中に、マリオのSOSを受けてファミコンの世界にワープしてしまう。巻末に、ルイージがマリオの留守中にクッパと戦う、「ルイージの冒険」という小編ゲームも収録。後述の続編と対比して、書名を『- Vol.1』と表記する紹介文もある。
後年シリーズ化した原作のメルヘンチックな雰囲気に比べ、本書はリアルで劇画調の描写が多い。
スーパーマリオブラザーズ Vol.2 大魔王ネオクッパの挑戦 （No.6）
（1987年 池田美佐 / スタジオ・ハード）
マリオとルイージはクッパとの対決の際に500年後の未来へと飛ばされる。その時代ではキノコ王国は既になくファンガスと呼ばれている。目を覚ましたマリオが居たのは病院のベッドの上で、ルイージの姿はどこにもなかった。マリオは看護してくれたナースのチェリー（後にアンドロイドだと発覚）の協力を得て、パワードスーツなど未来の武装を駆使して、サイボーグ化によってパワーアップしてファンガスの支配者となったカメ一族と戦う。サイバーパンクな世界設定や、偽者のルイージの存在が疑心暗鬼を誘うなど、原作とはかけ離れた雰囲気を持つ。
スーパーマリオブラザーズ Vol.3 マリオ軍団出撃 （No.23）
（1987年 池田美佐 / スタジオ・ハード）
マリオ、ルイージ、そしてピーチ姫の3人がパーティーを組んで冒険するRPG仕立てになっている。敵は謎の生命体エイリアンが乗り移ったクッパ軍団。3人の攻撃方法は、マリオがパンチやキックなどの格闘戦、ルイージはレーザー銃、ピーチ姫はコインつぶてとなっている。キャラクター別のHP制の導入（マリオのHPが0になると即座にゲームオーバー）、銃の弾数制限、HPを回復するロッドの使用回数制限などがあり戦略性が高く、難易度は大変高い。またゲームシステムが複雑になった分、シリーズの中で一番パラグラフのチェックが甘い。
スーパーマリオワールド 恐竜ランド編
（1991年 橋爪啓 / スタジオ・ハード） ISBN 4-575-76170-2
こちらは割合スーパーファミコン版「スーパーマリオワールド」に忠実であるが、ゲームブックオリジナルの展開（『ドンキーコング』『スーパーマリオランド』『ドクターマリオ』のキャラも出現する）も含まれている。原典となるゲームでは倒せなかった敵が倒せたり、その逆のパターンも存在する。マリオのバトルポイント（=戦闘力）のシステムについては、前エリアで倒した敵の数が次のエリアでのBPになる。このため、できるだけ敵を倒していくことが有利な展開に繋がる一方、倒すとゲームオーバーになる敵もいる。他とつながっていない項目もいくつか存在し、見つけた読者へのちょっとしたサービスになっている。

#### ゼルダの伝説
ゼルダの伝説 蜃気楼城の戦い （No.3）
（1986年 樋口明雄 / スタジオ・ハード）
原作『ゼルダの伝説』の後日談にあたる。リンクとゼルダ姫が主人公だが、呪いによって昼はリンク、夜はゼルダ姫しか行動できず、その間もう片方は水晶玉に閉じ込められてしまう。
目的地となる蜃気楼城にはきちんと情報を集めて探らないと辿り着くことはできない。しかも制限時間まであり、蜃気楼城に入ってからも強敵と戦わねばならない。
リンクの冒険 魔界からの逆襲 （No.14）
（1987年 草野直樹、上原尚子、黒トレス / スタジオ・ハード）
ディスクシステム版の内容をなぞっているが、いくつかのオリジナル要素もある。最後の戦いの敵が逆になっているのが大きな特徴である。
ゼルダの伝説 神々のトライフォース
（1992年 富沢義彦 / スタジオ・ハード）

#### ドラゴンクエスト
ドラゴンクエスト 蘇る英雄伝説 （No.7）
（1986年12月 樋口明雄 / スタジオ・ハード）
ストーリーは原作にほぼ忠実で、コンピュータRPGの雰囲気がよく再現されている。
ドラゴンクエストII 悪霊の神々（上・下）（No.21-22）
（1987年7月 樋口明雄 / スタジオ・ハード）
シリーズ初の2部構成作品。謳い文句では「ゲームブック初の上下巻」であることを強く打ち出しているが、実際には当時すでに複数巻からなる作品は他社から刊行されている。
システムは前作を継承。敵の種類は増えたが、戦闘処理は簡潔でテンポよく進む。
上巻では、パーティが3人そろって、ルプガナの町で船を手に入れるまでのシナリオ。正規のルールでプレーしていてはHPが高すぎて倒せないモンスターが存在する。また、通常のプレーでは行けない隠しルート(ペルポイ)が存在する。
下巻は、ローレシアの勇者を含めたパーティが死亡するとENDになるが、他のメンバーが死亡したり、勇者が呪いの装備をした場合等は条件付きで救済措置が取られる。
サマルトリアの王子は『クッキー』、ムーンブルクの王女は『マリア』である。

#### その他の1986年刊行作品
グラディウス 未知との戦い （No.2）
（1986年 吉川剛史、飯野文彦、大出秀明 / スタジオ・ハード）
太陽系から異世界のグラディウス星系へと転移した青年が、地球への帰還方法を模索しつつ、未知の敵バクテリアンに挑む。巻頭で主役戦闘機ビックバイパーの仕様を詳細に解説するなど、ハードSFとしての色彩が濃い。表紙のイラストと挿絵を担当したのは、星雲賞アート部門を受賞した加藤洋之&後藤啓介（エピローグ部分のイラストのみ、別のイラストレーターが担当）。
謎の村雨城 不思議時代の旅 （No.4）
（1986年 三原治、塩田信之 / スタジオ・ハード）
パフォーマーの由美子にあこがれる慶太は、彼女に会いに原宿へ向かうが、いつしか江戸時代へと迷い込む。鷹丸に迎えられた彼は、さらわれた茜姫救出を依頼される。

### 1987年シリーズ開始作品

#### 悪魔城ドラキュラ
悪魔城ドラキュラ 古城の死闘 （No.9）
（1987年 竹田明 / スタジオ・ハード）
シモン・ベルモンドがドラキュラを倒して数百年後、シモンの子孫で同じ名を受け継ぐ映画俳優シモン・ベルモンドは、主の滅びた悪魔城でドラキュラ映画の撮影をしていた。映画のヒロインは恋人のルーシーである。しかしドラキュラを復活させてしまい、恋人を取り戻すべく悪魔城へと挑む。ヒロインを助け出すのが目的ではあるが、ヒロインともども吸血鬼化してドラキュラは魔界へ帰り、地上支配を任されて悪魔城の城主となるENDも存在する。吸血鬼について解説したミニコラム「ドラキュラミニミニ百科」が巻末に掲載されている。
悪魔城伝説 真正バンパイアハンター
（1990年 井上尚美 / レッカ社）
こちらは悪魔城の設定を借りたオリジナルストーリーに近いものとなっている。4人からなるパーティプレイが特徴で、それぞれのバンパイアハンターは鞭・斧・魔法の杖・十字架を武器としており、敵により有効な武器が違う。進めていくうちに様々なチェックが入り、その真の意味が最後の決戦になって分かるという試みが成されている。ただし、文中の指示に完璧に従うと、ベストルートを通ってもグッドエンドを迎えることができないようになってしまっている。

#### 高橋名人
高橋名人の冒険島 ティナを救い出せ! （No.11）
（1987年 塩田信之 / スタジオ・ハード）
ゲーム版とは違い、主人公は高橋名人ではなく、ティナが転校してきたクラスのファミコン好きな少年。ティナの絵柄も原作とは異なり、金髪の南国美少女となっている。
パラグラフ構成が「通常モード」「迷宮モード」「戦闘モード」と分かれているのが特徴で、各モードを行ったりきたりしながら冒険を進めることになる。
また、どこからも繋がらない項目にゲームのヒントが記述されており、読むことで有利な情報を得られる。ただし、「戦闘モード」の処理が運試しに頼り切ったものとなっており、難易度は高い。
高橋名人のBugってハニー ゲーム世界危機一髪 （No.24）
（1987年 塩田信之 / スタジオ・ハード）

#### ファンタジーゾーン
ファンタジーゾーン 異星からの侵略者（No.26）
（1987年 塩田信之 / スタジオ・ハード）
原作の後日譚的内容。原作の主人公であるオパオパ（機械生命体）の他、アキラ（惑星プラリーフの人間族の少年、ゲームブック版の主人公）、リリス（惑星プラリーフの人間族の少女）、ラベンダー（惑星プラリーフのドラゴン族の少年）の4名でパーティを組み、オパオパの仲間（原作の敵キャラ）を操る侵略者に挑む。最初の冒険ルート選択は自由であるものの、アキラ専用の最強の武器アイテム「ヘヴィセーバー」を入手しておかないと真のエンディングにたどり着けないようになっている。
ファンタジーゾーン2 異星への旅立ち
（1989年 塩田信之 / スタジオ・ハード）
前作「異星からの侵略者」の続編。アキラ達4人が前作の侵略者の本拠地である惑星アルマースに向かい、反乱軍の協力を得ながら、アルマースの皇帝軍に立ち向かう。原作の惑星は登場せず、名称が同一のアルマースを周回するスペースコロニーが主要な冒険の舞台となる。前作ではほとんど戦闘に参加しなかったリリスも魔法が使用可能になり、アキラやオパオパ、ラベンダーと同様に一線で活躍できるようなった。

#### ヘラクレスの栄光
ヘラクレスの栄光 若き勇者の伝説 （No.25）
（1987年 井上尚美 / レッカ社）
ヘラクレスの栄光II 新たなる勇者
（1989年 井上尚美 / レッカ社）
ゲーム版とは大分違い、主人公は英雄ヘラクレスに憧れる少年。天からペガサスを遣わされ、ヘラクレスの腕輪を贈られた彼は、神々の指示する様々な試練を乗り越えて成長してゆく。

#### 桃太郎シリーズ全6作
ハドソンの『桃太郎伝説』・『桃太郎電鉄』シリーズをゲームブック化したものである。原作の世界観と同じく全編ギャグやダジャレが満載でエンターテイメント性が強いシリーズである。挿絵は全作を通じて漫画家の日高トモキチが担当。
桃太郎伝説 愛と勇気のオニ退治
（1987年 大出光貴、竹田明 / スタジオ・ハード）
シリーズ1作目。ストーリーは概ねファミコン版を踏襲している。桃から生まれた桃太郎が3匹のお供を従えつつ、鬼ヶ島のえんま大王を懲らしめに旅立つ。途中立ち寄るのは金太郎の村、浦島の村など、他の昔話のキャラクターも登場する。RPGが原作だが、刀や胴を買い換えてパワーアップすることがなく、お金はもっぱら宿屋か茶店できびだんごを買うぐらいしか使い道がない。選択肢によってはループも可能でパラグラフの組み方も甘い。寝太郎を起こすのに必要なアイテムが、ファミコン版では「氷室のけずりひ」というアイテムだったが、本作品では「かつおのけずりぶし」になっている。
桃太郎電鉄 めざせ!大社長
（1988年 大出光貴、橋爪啓 / スタジオ・ハード）
シリーズ2作目。前作から500年後の現在で、同じく桃から生まれた小学生桃太郎が日本一の大会社「桃太郎電鉄」の次期社長の座をかけてライバル、桃太郎ブラックXと日本全国を巡ってお買い物バトル繰り広げるというストーリー。
資産管理は途中の決算期に「物件1つにつき○○○万円もらえる」という程度に留まり（本社のピンチ、コンサート、スリの銀次登場など、原作をモチーフにしたイベントはいくつか存在）、むしろ物件の買い物よりも各地で立ちふさがる「ウニドン魔王」とか「もみじまんじゅう男」「うどん怪人サヌキング」などといった変態ご当地怪人との戦闘の方がメインとなっている。ただし、持っていないと途中で手詰まりになる物件もある。
桃太郎電光石火 00モモ危機一髪
（1989年 橋爪啓、大出光貴 / スタジオ・ハード）
コードネーム「00モモ」を持つ現代の桃太郎は秘密諜報局のスパイとなっていた。ある日突如東京湾に全長500mもあろうかという巨大な桃、モモリスがドンブラコと流れ着き「笑撃波」なる怪音波を発して周囲の人々をくだらないダジャレ地獄に陥れ始めた。このままでは東京の、いや日本の危機。そこでモモリスの謎を解明し、秘密裏にこれを処理する命を受けたのは「桃のことなら桃太郎がなんとかするだろう」という上層部の安直な意向で選ばれた00モモだった。
ゲームの原作を持たない完全オリジナルストーリー。情報集めから人探し、マイクロフィルムに追跡・暗号・拷問そして脱出と、往年のスパイ物さながらの活躍が展開される。タイトルの電光石火は「伝説」「電鉄」と来たから次も「デン」で始まる言葉を、との考えから付けられた。お馴染みの変態怪人はもちろん、理不尽でいい加減な指令ばかりの長官「ミスッタM」、敵か味方か謎の美少女スパイ「スモモ」、スパイ7つ道具やピーチカーの製作者「BO-Q（ボキュー）」、“何か”を半分だけ盗む（所持金の半分はもちろん、アイテムの半分や情報の半分、時には乗客のハートの半分までも盗む）流しのスパイ「00GIN-J（銀次）」、唐草模様マスクのお邪魔スパイ「ばっどマンとビロロンマスク」など個性的な脇役も多く登場。書かれる擬音も「ウッチュウ、レロレロ、ツー（濃厚なキスの音）」「ドロロンバイのプーン（モモが腐る音）」「ボキュー（アザラシの鳴き声）」と独特の世界が繰り広げられる。
桃太郎伝説スペシャル 雪の女王に挑戦!
（1990年 大出光貴 / スタジオ・ハード）
西洋の様々なおとぎ話をミックスした番外編。いつものおばあさんが桃を拾おうとした川から現れたのは「お前が落としたのはこの金の桃か。それとも普通の桃か」と迫るヘンな神様。強欲なおばあさんは金の桃を持ち帰り（普通の桃を選んだ場合は「桃太郎伝説に続く」となってそこでEND）、選ばれなかった普通の桃は川から海へ、やがて鬼ヶ島へと流れ着き、桃太郎はなんとエンマ大王に育てられる。やがて成長した桃太郎は、おばあさんが拾った金の桃から生まれたライバル、金・桃太郎や、日本の西洋化を企む雪の女王率いる西洋おとぎ話軍団を相手に、歴史を元に戻すための旅に出る。作中で桃太郎は『ガリバー旅行記』『赤ずきん』『白雪姫』『ジャックと豆の木』などなど、西洋の様々なおとぎ話に巻き込まれる。また桃太郎は所持している刀よりもプロレス技の方を多く用いる。
なお、この作品（およびそれ以前の作品の増刷分）のカバーイラストは原作のキャラクターデザインを手掛けた土居孝幸が手掛けている。
桃太郎活劇 エンマ大王の逆襲
（1990年 大出光貴 / スタジオ・ハード）
アクションゲーム『桃太郎活劇』のゲームブック化。桃太郎がイヌサルキジと鬼ヶ島へ鬼退治に行くストーリーに変わりはないが、RPGである原作の『桃太郎伝説』と比較して、ジャンプしたり敵の攻撃を避けたりといった、原作がアクションゲームならではの描写が随所に見られる。原作からの変更点として、攻撃Pを上げる刀やダメージを軽減する胴を買って強化できる、ヒロインは鬼族の美少女である美鬼、などが挙げられる（ただし後者はエンマ大王は否定している）。原作の謳い文句「誰でも簡単にクリアできます」に倣ってか、物語序盤には無限ループによっていくらでもお金を稼ぐことも可能。
桃太郎伝説II 地獄王現る!
（1990年 大出光貴 / スタジオ・ハード）
今回はわりとシリアス。『桃太郎伝説』から3年後。新たな敵、エンマ大王よりも恐ろしい鬼族の王である地獄王が地上の制圧に乗り出した。平和に暮らしていた桃太郎は再び鬼退治の旅に出る。昔話をモチーフにした村々を回り、イヌサルキジや金太郎、浦島太郎、地獄王の娘である夜叉姫を仲間に加えながら進む。『桃太郎活劇』でもあった武器防具のシステムが追加され、高価な武器をいつ購入するのかを考える戦略性もプラスされた。余剰パラグラフで次回作のアイデアを募集するが、今作がシリーズ最終作となった。

#### がんばれゴエモン
がんばれゴエモン!からくり道中 東海道五十三景 （No.10）
（1987年 池田美佐、三原治 / スタジオ・ハード）
ゲーム版とは大分違い、我が儘で民衆を苦しめる殿様を懲らしめるため、義賊ゴエモンが城へ向かうというストーリー。途中、いくつかの街を訪れそれぞれで出口を探していくという形式で、街ごとにルールが大きく異なるのが特徴。全てを博打で決める街があったり、ニセゴエモンが支配する街があったり、宇宙人が登場したりと予想もできない展開が続く。
がんばれゴエモン外伝 一攫千金宝船
（1990年 尾崎克之 / レッカ社）
こちらはかなりゲーム版に忠実。4人のパーティプレイでゴエモンとコバンネコには体力ポイントが、エビス丸とヤエちゃんは術ポイントが存在しているのが特徴。バトルは現れた敵に対し持っている武器の種類と体力ポイントのやりとりで決まるため、運の介入する要素はない。END項目がなく倒れると自動的に直近の町へ戻されるので、頑張れば誰でもエンディングまで到達することができる。
がんばれゴエモン ゆき姫救出絵巻
（1991年 勝沼紳一、村上紳 / レッカ社）
特徴的なのはお金が体力ポイントを兼ねている点。敵の攻撃が命中した場合も体力ではなくお金を失う。所持金がマイナスになるとゲームオーバー。無論役に立つアイテムや術もお金で購入していかなければならないので、金が最重要パラメーターになっている。だが作りこみが甘く、必要なアイテム・術を持っていないと堂々めぐりになってしまうケースが多い。

#### ウルティマ
ウルティマ 魔道士ゾールの陰謀
（1987年 樋口明雄 / スタジオ・ハード）
ファミコン専門誌のアルバイトに応募した少年が、異世界ソーサリアに送り込まれて冒険する。『ヴァイケルの魔城』の主人公たちもゲスト出演。
ウルティマVol.2 聖者への道
（1990年 樋口明雄 / スタジオ・ハード）

#### 少年魔術師インディ
後にファミコンでゲーム化される予定だったが、発売中止になった。
少年魔術師インディ マジカルインフェルノ ◎
（1987年 井上尚美 / レッカ社）
少年魔術師インディ2 禁断の魔力 ◎
（1988年 井上尚美 / レッカ社）
少年魔術師インディ3 異境の呪術師 ◎
（1989年 井上尚美 / レッカ社）

#### その他の1987年刊行作品
メトロイド ゼーベス侵入指令 （No.5）
（1987年 塩田信之 / スタジオ・ハード）
危険生物メトロイドが海賊に奪われた。スペース・ハンターのサムス・アランは、海賊たちの本拠地である惑星ゼーベスに侵入を試みる。終盤では素顔のサムスが活躍する。
双葉文庫ゲームブックではサイコロを初導入した作品で、迷路や戦闘といった原作のゲームシステムを忠実に導入しようとしており、コンピュータが処理してくれるわけではないのでやや煩雑な面はあるものの、総じて再現度は高い。
ポートピア連続殺人事件 密室殺人の謎 （No.8）
（1987年 池田美佐 / スタジオ・ハード）
兵庫県警の敏腕刑事「ボス」が、部下のヤスとともに殺人事件を捜査する。ミステリーゲームの書籍化だけあって、真犯人がわかるエピローグ部分は袋とじになっている。
「さらに調べてみる」のように選ぶのが当然の選択肢をわざわざ設けるなど、推理ものをうまくゲームブックのシステムに載せているとは言いがたい。
ミシシッピー殺人事件 リバーボートの冒険 （No.12）
（1987年 樋口明雄 / スタジオ・ハード）
ゲーム版とは全く関係ない独自のストーリー。頭のいいジム、活発なラリー、世話焼きのヴィッキー。3人の少年少女は、ミシシッピ川を航行する外輪船「デルタ・プリンセス号」が停泊中の港で起こった狙撃事件に巻き込まれ、事件の謎解きに奔走する。前半はデルタ・プリンセス号が出航するまでの限られた時間の中で犯人を推理する必要があり、時間切れになるとゲームオーバー。後半は狙撃犯を追ってデルタ・プリンセス号に密航し、船内で命がけの冒険と証拠集めを繰り広げる。ラストシーンには西部劇の伝説的人物が登場。
光神話 パルテナの鏡 神殿の悪魔を倒せ! （No.13）
（1987年 竹中江弓子、前田かおり / スタジオ・ハード）
勉強もスポーツもダメな中学生・鏡光夫（かがみ　みつお）は、ふと手にした本「パルテナの鏡」の世界に引き込まれ、勇者ピットとなってメデューサ討伐に旅立つ。
所さんのまもるもせめるも アクアク大冒険 （No.15）
（1987年 所ジョージ / レッカ社）
タレントにしてマルチクリエイターである所ジョージが自ら書き下ろしたゲームブック。ゲーム版とは大分違う設定となっており、口語体による文章はまさに本人そのままのノリ。
さんまの名探偵 桂文珍殺人事件 （No.16）
（1987年 三原治 / スタジオ・ハード）
原作と同じで主人公はさんまではなく、その弟子。2人で組んで捜査を行う。オリジナルのシステムとして「捜査費用」があり、なくなるとゲームオーバー。また、バトルの形式も変わっており、さんまが持ちネタを披露して相手が笑うかどうかで判定を行う。さんまは時に暴走してしまうこともあるため、選択肢で上手くコントロールしていかなければならない。ストーリーは原作ゲームにかなり忠実だが、オリジナルキャラが本筋に大きく関わってくる。エピローグ部分は袋とじになっており、2種類のエンディングが存在する。
ポケットザウルス 恐竜島漂流記（ハーティアイランドアドベンチャー） （No.17）
（1987年 尾崎克之 / レッカ社）
主人公にハシモトではなく、少年・ケンジと少女・フタミを据えたオリジナルストーリー（ハシモトは中盤から、冒険の仲間となる未来人として登場）。廃鉄道のトンネルで見付けたブレスレットがきっかけで、塾の講師ドクター・ザメスが研究していた伝説の空中島・恐竜島（ハーティ・アイランド）へ旅立つ。ザメスが貸してくれた冒険道具の使い分けが、危機を乗り切るカギとなる。
月風魔伝 魔暦元年の戦い （No.18）
（1987年 竹田明、滝沢一穂、田口公子 / スタジオ・ハード）
4つのエリアをそれぞれ順に旅していき、必要なものを探しエリアのボスを倒していくという進行。最初のエリアである「第一の島」の難易度が高く、ここのみタイムポイントが用意されており、10以下になる前にボスにたどり着かねばならない。
熱血硬派くにおくん 番長連合をぶっとばせ!（No.19）
（1987年 上原尚子 / スタジオ・ハード）
バトルの際に体力ポイントを賭けて勝負し、勝った場合は2倍のポイントを得、負けると全て失ってしまうのが大きな特徴。しかし負けるとEND項目へ直行の場合が多く、またバトルも運試しばかりなので、あまり戦略的に機能してはいない。最後は原作通りヤクザの事務所に殴りこみをするのだが、得られた情報次第で行き先が二つに別れ、一つは罠（バトルに全て勝利しても最後に必ずENDになってしまう）という陰湿な作りになっている。
アルゴスの戦士 解かれたる封印 （No.20）
（1987年 河田千里 / スタジオ・ハード）
ストーリーはオリジナルで、ファミコン版のエンディング後の世界という設定になっている。アルゴスの遺跡を発掘する学者・博士たちが眠りに着いていたライガーを不用意に起こしてしまい、虜にされてしまう。唯一ライガーの手から逃れた博士は、最後の希望としてアルゴスの戦士を蘇らせ、彼の肉体と武器に改良を施す。目覚めたアルゴスの戦士は、囚われた博士たちの手により機械化したライガー軍団に立ち向かう。
未来神話ジャーヴァス 救世主（メシア）の章 - 新世紀を救え! （No.27）
（1987年 成田崇幸、栗山元宏 / レッカ社）
科学が衰退し、魔法と怪物がはびこる未来の「新地球」に、凶星ネメシス衝突の危機が迫る。しゃべる「光の船」ジャーヴァスに選ばれた少年ロイは、この伝説の宇宙船を完成させるための旅に出る。このシリーズには珍しくサイコロ2個を使用する。
ボンバーキング アルタイル最終戦争（ハルマゲドン）
（1987年 尾崎克之 / レッカ社）
ヴァイケルの魔城 トツゲキ魔界探検隊 ◎（No.28）
（1987年 樋口明雄 / スタジオ・ハード）
新・鬼が島 暗黒の化身を討て!
（1987年 池田美佐、上原尚子 / スタジオ・ハード
ファザナドゥ ドラゴンの牙
（1987年 井上尚美 / レッカ社）

### 1988年シリーズ開始作品

#### ファミリースタジアム
プロ野球ファミリースタジアム ナムコスターズの挑戦
（1988年 井上尚美 / 立花統治 / レッカ社）
弱小球団「ナムコスターズ」解散の危機に、新オーナーが現れ救済を申し出るが、それにはメジャーリーグのオールスターとの試合に勝つのが条件だった、というストーリー。『プロ野球ファミリースタジアム』のゲームブック化であるが、原作の選手起用の楽しさをアレンジした、限られた予算で他球団の強力助っ人を選択・獲得するというアイデアを用いている。
プロ野球ファミリースタジアムVol.2 風雲オールスター戦
（1989年 助川哲也、井上尚美 / レッカ社）
プロ野球ファミリースタジアムVol.3 WE ARE THE CHAMPION!
（1989年 助川哲也、井上尚美 / レッカ社）
ファミスタ'90 WE ARE THE WORLD!
（1990年 助川哲也、勝沼紳一 / レッカ社）
ファミスタ 虹の逆転アーチ
（1990年 勝沼紳一 / レッカ社）

#### ウィザードリィ
ウィザードリィ 魔術師ワードナの野望
（1988年 塩田信之 / スタジオ・ハード）
狂気王トレボーのアミュレットが魔法使いワードナに盗まれた。奪還のため国中から冒険者たちが集められ、ワードナの住む迷宮に挑む。パーティーメンバーは固定だが、種族・性格・職業はある程度設定できる。前に突き進むだけではワードナのもとへたどり着くことができない仕組みとなっている。
ウィザードリィII ル・ケブレスの魔窟
（1989年 塩田信之 / スタジオ・ハード）
善のアッシュと悪のジャン、性格は正反対だがテレパシー能力で結ばれた双子が、それぞれのパーティを率いて迷宮最深部を目指す。
ウィザードリィIII ダイヤモンドの騎士
（1990年 橋爪敬 / スタジオ・ハード）
邪悪な魔道士ダバルプスの呪いに蝕まれるリルガミン王国。援助のかたに隣国の王子に言い寄られる王女マルグダを救うため、戦士レオンは迷宮の底から秘宝ニルダの杖を取り戻しに向かう。ゲーム性の強かった原作と比べ、キャラクター性を重視している。
ウィザードリィ・外伝I 女王の受難
（1991年 山崎和緒 / スタジオ・ハード）
リルガミンの女王アイラスを裏切った魔法使いタイロッサムが、迷宮に身を潜め魔物を召喚しはじめた。女王に一目惚れした戦士シアンは、仲間とともに討伐に向かう。今作もキャラクターの個性が詳細に描写されており、女王も原作より活躍する。

#### ファミコン探偵倶楽部
ファミコン探偵倶楽部 消えた後継者
（1988年 池田美佐 / スタジオ・ハード）
記憶喪失の少年は、自分が探偵であり、綾城商事会長の死因の調査を依頼されていたと聞かされる。『ポートピア連続殺人事件』同様に結末部分は袋とじになっている。
ファミコン探偵倶楽部PARTII うしろに立つ少女
（1989年 池田美佐 / スタジオ・ハード）
女子高生の他殺体が発見された。少年探偵直哉は、被害者の親友あゆみとともに事件の解決に乗り出した。今回は袋とじは無し。

#### イース
イース 戦慄の魔塔
（1988年 塩田信之、大出光貴 / スタジオ・ハード）
現代日本の少年ヒロユキは、気がつくと意識が異世界の冒険家アドル・クリスティンの肉体に宿ってしまっていた。体の主導権を奪われたアドルとの奇妙な二人三脚で、ヒロユキは「呪われた島」エステリアの謎に挑戦する。
イースII 魔王復活
（1990年 竹田明 / スタジオ・ハード）
銀の武具を狙って冒険者アドルを追いかけていた、流れ者のコソ泥棒兼武器商人の少年ユーロは、彼とともに天の国イースへと転移してしまう。ユーロはアドルに勘違いされてしまい、成り行きから成り代わって冒険を繰り広げることに。
登場人物の性格は原作と比べるとかなり改変されており、低年齢層にもより分かりやすい性格づけとなっている。
ユーロは戦いは苦手で技量は高くないため、充分に気をつけながら旅をしなければならない。また、「正直に自分の正体を告白する」ことが必要な場合もあれば、「多少の嘘や無理をしてでも勇者らしく振る舞う」ことを要求されたりと、どちらかといえばその場の雰囲気に応じて対処を変える必要があり、総じて難易度は高め。
終盤では、ユーロとアドルの意外な接点が明らかにされる。
イースIII 伝説の魔王
（1991年 竹田明 / スタジオ・ハード）
冒険家アドルは、仲間のドギとともにレドモントの街を訪れた。ドギの故郷であるその街に、伝説の魔王ガルバランの脅威が迫る。今作の設定は原作にほぼ忠実だが、エピローグは独自のもの。

#### ファイナルファンタジー
ファイナルファンタジー 勇者に光あれ!
（1988年 井上尚美 / レッカ社）
原作『ファイナルファンタジー』の前の物語にあたる。表紙イラストは出渕裕。罠のチェックフラグが多く、貰ってしまうと取り返しのつかない結果になることが多いので難易度は高い。「ロキの弓矢」「ダナエの像」に対する扱いが最重要ポイントになる。
ファイナルファンタジーII 秘宝のドラゴン
（1989年 井上尚美 / レッカ社）
フリオ、マリー、ガイ、ミンウの4人が秘宝を求めて旅するゲームブック。マリーは王国の姫であったり、ミンウが老人であったりと設定はかなりオリジナル色が強い。

#### ビックリマン
ビックリマン 無縁ゾーンの秘宝
（1988年 尾崎克之 / レッカ社）
ストーリーは劇場版準拠で、天地球が舞台になる。途中ビックリマンに関するクイズに挑戦させられたり、ビックリマンシールを集めたり、迷路の中でクロスワードパズルを解いたりとバラエティ豊かな内容になっている。
ビックリマン2　天聖門を開けろ！
（1989年 尾崎克之 / レッカ社）

#### 魔神英雄伝ワタル
魔神英雄伝ワタル 異次元の救世主
（1988年 勝沼紳一、助川哲也、井上尚美 / レッカ社）
テレビアニメのゲーム化作品。魔界から現れたドアクダーに支配された創界山を解放するため、救世主ワタルが冒険する。
本書は原作放映中に刊行されており、鍵となるアイテムは前半こそアニメ版準拠だが後半はオリジナルの物になっている。また仲間は登場せず、ワタルと龍神丸だけで7つの階層を戦い抜く。
魔神英雄伝ワタル外伝 救世主再び!!
（1990年 勝沼紳一 / レッカ社）
アニメ版の後日談であり、同名のファミコンソフト『魔神英雄伝ワタル外伝』のゲームブック化ではない。

#### 学園妖怪バスターズ
学園妖怪バスターズ 天魔が来た！ ◎
（1988年 尾崎克之 / レッカ社）
学園妖怪バスターズ2 大天空丸を救え！ ◎
（1988年 尾崎克之 / レッカ社）
学園妖怪バスターズ3 ジャングル魔王の恋 ◎
（1989年 尾崎克之 / レッカ社）

#### ドラゴンラリー
魔界横断ドラゴンラリー 栄光への戦い
（1988年 高野富士雄 / アミューズメントクラブ）
ドラゴンラリー2 魔界大陸の逆襲
（1989年 高野富士雄 / アミューズメントクラブ）

#### 次元からくり漂流記
次元からくり漂流記 タイムマシン冒険号発進
（1988年 高野富士雄 / アミューズメントクラブ）
主人公は小学校に通う「ダイスケ(北大介)」という少年。ある日、小学校の図書館で見つけた不思議な本『夢楽発明伝　第一章　時空跳躍之機械』。親友であり優秀な頭脳を持つ「ハカセ(田辺正夫)」はそれに載っていた設計図を元に、タイムマシンを作成する事を思いつく。「ダイスケ」と「ハカセ」、そして「ダイスケ」と喧嘩ばかりしているが不思議と一緒にいることが多い、クラスメートの我が儘だけど可愛い女の子「くりりん(栗林慶子)」の三人は、一緒に作ったタイムマシン「冒険号」に乗り、冒険旅行をしながら本の作者「夢楽」に会いにいく。
冒険の舞台は現代から遡る平安時代・戦国時代・江戸時代の3つの時代に加え、冒険号の操作異常によってどこの時代でもない『時のはざまの国』にたどり着くこともある。旅先の時代の光景を実感しつつ、いろんな人物(または動物・妖怪の類)と遭遇し、場合によっては重大な任務を課せられたり、敵と戦う事もありうる。
ところどころ唐突な描写がある。ゲームはパラグラフの繋がりの一部に誤りが見られ、修正しないとまともに先へ進むことができず、さらにゲームのバランス自体も、一歩間違った選択をしたり、対抗アイテムを持っていないとEND直行になるおそれがある。また、END項目の内容も、小学生三人組が辿るものとしてはあまりにも悲惨な結末が多い。
1991年12月には、『WILL』という題名でドラマCD化されている。
※配役
栗林恵子：かないみか
北大介：関俊彦
田辺正夫：子安武人
森蘭丸：鶴ひろみ
織田信長：塩沢兼人
明智光秀：真地勇志
北博士：緒方賢一
亀太郎是清：鉄砲塚葉子
恵子の母：阿部道子
巡査：佐藤正治
漁師：増田有宏
門番：小林俊夫
武士：武内信夫・中尾みち雄
ナレーション：堀内賢雄
次元からくり漂流記2 ヤマタイ王国を救え！
（1989年 高野富士雄 / アミューズメントクラブ）
前作の続編。ある日、ヤマタイ王国の戦士「スサノオ」が行方不明になった「ヒミコ」に似ているからという理由で、「くりりん」をさらい、「ダイスケ」と「ハカセ」が救出のためにタイムマシンで弥生時代に向かう。やがて、「ヒミコ」を操り歴史の改竄を企む黒幕の存在が明らかになっていく。今回の舞台は弥生時代・桃山時代・鎌倉時代・近未来の4つ。この作品でも一部パラグラフのつながりがおかしく、遊び方の中のキャラクターシートには書かれていた「バット」がどういうわけか本文および実際のキャラクターシートから抜け落ちていることがわかる。

#### 地層階級王国
地層階級王国I まほろばの壁を越えて ◎
（1988年 高野富士雄 / アミューズメントクラブ）
幻のドラゴン伝説 地層階級王国II ◎
（1988年 高野富士雄 / アミューズメントクラブ）

#### その他の1988年刊行作品
終末の惑星 遥かなる西の帝国 ◎
（1988年 塩田信之 / スタジオ・ハード）
荒廃した惑星を舞台に繰り広げるSF物。突如、辺境の町が謎の侵略者たちの襲撃を受ける。この町に住んでいた若き少年戦士のアレフ・ショーティは自分が住む故郷を救うため、強力な武器があるとされている世界の壁へ向かう。双葉冒険ゲームブックの中では珍しくサイコロではなく、トランプを使った戦闘システムや運試しシステムを採用している。移動システムも単純な一方通行ではなく双方向に移動可能な探索型となっている。ただし、中盤でメタル・バトラー、ドラグーンを入手しておかないと機械の町や北の民族本隊たちの所へ進めない。
天空の魔王 地球防衛少女イコちゃん
（1988年 滝沢一穂 / スタジオ・ハード）
オホーツクに消ゆ
（1988年 堀井雄二 / 池田美佐 / スタジオ・ハード）
覇邪の封印 バァンドゥラの魔獣
（1988年 上原尚子 / スタジオ・ハード）
ストーリーは原作に沿ったものになっており、ゲームシステムもかなり原作を踏襲したものとなっている。「白の知名度」「黒の知名度」の2つの知名度があるのが特徴であり、戦う相手・話す相手はよく見極めないといけない。
銀河の三人 復活のヴィザーン
（1988年 滝沢一穂 / スタジオ・ハード）
ベースはファミコン版で、第一部にてオリジナルの結末を迎えた後日譚となる（リミがESPを使えるなど、設定がファミコン版に沿っている）。地球に迫るガルム帝国の脅威を退けた主人公、ブルー、リミの3人は、「スターゲート」を抜けた先の恒星系において再びガルム星人たちと戦うことになる。激戦の中、かつてその恒星系に災厄をもたらした宇宙生物「ヴィザーン」の復活が迫る。
ちなみにPC/MSX版およびファミコン版では地球に待機していたリミは、ライーザ隊のメンバーとして、サポートメカ「マザーガル」のパイロットとしてライーザをサポートする役目となっている。
邪聖剣ネクロマンサー イシュメリアの悪夢
（1988年 草野直樹 / スタジオ・ハード）
村一番のいたずっ子トリオのミック、キース、シーナの3人は、村の骨董品マニアの老人から古びた剣「ネクロマンサー」を盗み、その剣の鞘から引き抜いた瞬間、異世界のイシュメリア国に飛ばされ、魔物封印のため戦うことになった。少年少女が地球から物語の舞台に転移するパターンはこのシリーズで多用されるが、本作の主人公たちは日本人でなくスコットランド人である。
超時空パイレーツ おみそれ3人組の冒険 ◎
（1988年 樋口明雄 / スタジオ・ハード）
トキメキハイスクール 恋の学園祭大作戦
（1988年 大出光貴、塩田信之 / スタジオ・ハード）
霊幻道士 キョンシー大戦争
（1988年 塩田信之、竹田明 / スタジオ・ハード）
横浜にあるデパートにて開かれた「キョンシー展」の警護をすることになった、道士見習いの主人公。中国から借りてきた貴重な宝石もありかなりの賑わいを見せていたが、そこへ怪盗と名乗る人物からの予告状が届く。
マルチストーリー、マルチエンディング形式となっており、進め方次第で状況が全く変わってしまうのが特徴。進行次第ではゲーム開始から数パラグラフでENDになってしまうこともあり、難易度は高い。なお本作では「キョンシー」に傷つけられ怪物と化してしまった人を「バンバンシー」としている。
ガイアの紋章 エルスリード英雄列伝
（1988年 池田美佐 / スタジオ・ハード）
ヤマト魔神伝 サギリ見参! ◎
（1988年 成田崇幸 / レッカ社）
ディープダンジョンIII
（1988年 成田崇幸、佐藤俊之 / レッカ社）
ドラゴンロック 浮遊要塞の死闘 ◎
（1988年 井上尚美 / レッカ社）
源平討魔伝 神異妖魔界の変
（1988年 井上尚美、榊鬼丸 / レッカ社）
ファミコン版を元にしたストーリーであるが、原作を咀嚼しつつアレンジを加えており、独特の世界観を編み出している。
途中から使えるようになる、「妖術」「符術」の使い分けがポイント。
暗黒要塞ガルディアン オセロ神話の謎 ◎
（1988年 高野富士雄 / アミューズメントクラブ）
貝獣物語 シェルドラド伝説
（1988年 樋口明雄、大出光貴 / スタジオ・ハード）
ファミコン版にほぼ忠実なストーリーだが、端々の描写は膨らませてある。結末も実質的に同じなのだが、余韻の残し方に関してだけは少し異なる。
現代日本から異世界シェルドラドに召喚された少年が主人公となるが、これについても原作そのままの設定。
移動の自由度が高く取られているかわり、原作の地図を所持していないと道に迷いがち。付属の地図さえあれば迷うことはないが、未所持の場合は難易度が上がるという点まで原作に忠実。ただし本ゲームブックには、その肝心の地図が収録されていない。
表紙・挿絵共に、ファミコン版のパッケージや説明書のイラストを手掛けたのと同じ人物の手で描かれている。挿絵の収録数も多め。
スペース・ハリアー ホワイトドラゴンの勇者
（1988年 塩田信之 / スタジオ・ハード）
現代日本から異世界に飛ばされた少年が、救世主となって機械兵器を操る侵略者と戦う。エンディングでは侵略者の意外な正体が明かされる。

### 1989年シリーズ開始作品

#### ファンタシースター
ファンタシースター アリサの冒険
（1989年 大出光貴 / スタジオ・ハード）
アルゴル太陽系の王ラシークが邪教に取りつかれ、惑星の平和が破られた。国王を調査中だった兄を殺され、少女アリサは復讐のために旅立つ。巻末のクイズに答えると抽選でメガドライブ用ソフト『ファンタシースターII』が当たった。
ファンタシースターII 還らざる時の終わりに
（1989年 大出光貴、橋爪啓 / スタジオ・ハード）
ファンタシースターIII 時の継承者
（1990年 山崎和緒、安藤夏 / スタジオ・ハード）

#### 忍者じゃじゃ丸くん
じゃじゃ丸忍法帳 妖魔退治の巻
（1989年 勝沼紳一 / レッカ社）
じゃじゃ丸撃魔伝 忍法さくら吹雪の巻
（1990年 勝沼紳一、村上伸 / レッカ社）
イラストの雰囲気が前作と一変。じゃじゃ丸は格好良い美少年に、さくら姫はお転婆だが可愛らしい美少女となった。

#### 魔幻牛王伝
魔幻牛王伝1 新ウシワカ誕生！ ◎
（1989年 尾崎克之 / レッカ社）
魔幻牛王伝2 都ヘアン妖魔決戦 ◎
（1989年 尾崎克之 / レッカ社）

#### ミニ四駆
激走！ミニ四駆GPX 炎のダッシュ ◎
（1989年 高木成一 / レッカ社）
パーツによる効果をゲームブックで表現するのは非常に無理があったのか、レース中は「タイヤからローラーまで全てある特定のパーツの組み合わせになっているか否か」でのパラグラフ分岐が非常に多くなっており、プレイヤーが趣向を凝らして改造する要素は皆無である。
ミニ四駆チャレンジャー 熱走改造バルセロナ編 ◎
（1989年 高木成一 / レッカ社）

#### ねこまんま
ねこまんまの大逆転 無責任一代ねこ物語 ◎
（1989年 高野富士雄 / アミューズメントクラブ）
同作者のオリジナルゲームブック「地層階級王国」の脇役、ねこまんまが主役となるゲームブック。
ねこまんまの鬼退治 ポチは桃の夢を見る ◎
（1989年 高野富士雄 / アミューズメントクラブ）

#### その他の1989年刊行作品
ダンジョンエクスプローラー 探せ！破邪の宝玉
（1989年 橋爪啓、樋口明雄 / スタジオ・ハード）
恐竜伝説 倒せ!人間ハンター ◎
（1989年 竹田明 / スタジオ・ハード）
忍者乱丸の大冒険 土グモ党野望編 ◎
（1989年 大出光貴 / スタジオ・ハード）
江戸時代を舞台とした忍者もの。城山城から大切な巻物を取り戻すため、忍びの里でも一番の若手実力者である乱丸が、殿様の命を受け悪の忍者集団・土グモ党を追う内容である。
あとがきでも『伊賀の影丸』、『カムイ』や『サスケ』、『ワタリ』などが好きだったと語る作者だけあって、今作はお得意のダジャレギャグよりも忍者もののカッコ良さを表現することに重点が置かれている。事実、主役の乱丸はバカでもドジでもスケベでもない真っ当な少年忍者として描かれており、敵の変装を見破ったり真の黒幕を言い当てたりするなどやり手の一面を見せる場面も多い。あとがきで次回作についての意見を募集したにもかかわらず、その後続編が作られることはなかった。
天外魔境 魔城の聖戦
（1989年 樋口明雄 / スタジオ・ハード）
タイムトラベル大戦争 過去の国からSOS ◎
（1989年 池田美佐、前川陽子 / スタジオ・ハード）
天体観測中の少年が、隕石の代わりに発見した謎の機械に触れると、いつの間にか戦国時代へと転移していた。歴史改変をもくろむロボットと、それを阻止しようとするタイムパトロールの戦いに巻き込まれる。なお、自分で歴史を変えてしまうとゲームオーバーになる。
マザー 未知からの挑戦
（1989年 樋口明雄 / スタジオ・ハード）
ストーリー展開について、ところどころに、原作ゲームの設定を活かしたオリジナルストーリーが挿入されている。またゲームブックである点を活かし、原作ではほとんどされなかった主人公たちの心理描写を補完している。後書きで、著者は糸井重里と直接打ち合わせを行い作成したと記している。
プロ野球?殺人事件! 30番のドタバタ逃亡レース
（1989年 勝沼紳一、村上伸 / レッカ社）
ケルナグール 大冒険武者修行！
（1989年 高木成一 / レッカ社）
ウィロー ノックマー城を討て！
（1989年 尾崎克之 / レッカ社）
ストーリーはファミコン版と映画版を組み合わせたもの。魔物との戦闘もあるが、力尽きてもENDにはならず特定の場所に戻されるだけなので、頑張れば誰でもエンディングまで到達できる。
マルサの女 国税局査察部珍道中
（1989年 高木成一、犬飼わたる / レッカ社）
スウィートホーム 魔性の棲む館
（1990年 尾崎克之 / レッカ社）
ストーリーは映画版に忠実になっている。魔物との戦闘もあるが、力尽きてもENDにはならず特定の場所に戻されるだけなので、頑張れば誰でもエンディングまで到達できる。
ペンギン忍者隊 白き勇者の伝説 ◎
（1989年 高野富士雄 / アミューズメントクラブ）
南極大陸のペンギン王国を侵略者が襲い、王女シュナがさらわれた。妹と祖国を救うため、王子アンデルはサスケ率いるペンギン忍者隊とともに立ちあがった。
なお、アンデルとシュナは国王の養子であり、ペンギンではなく人間である。劇中の台詞によると実の兄妹でもないらしい。
ラサール石井のチャイルズクエスト
（1989年 高野富士雄 / アミューズメントクラブ）

### その他の1990年刊行作品
魔界塔士Sa・Ga 冒険者たちのレクイエム
（1990年 池田美佐 / スタジオ・ハード）
ストーリーはどちらかと言えば原作に忠実。パーティプレイ制であり、特殊能力を持つ仲間を入れ替えることで有利に進めるようになっている。
遊遊記 ゴクウよ天竺を目指せ！
（1990年 大出光貴、橋爪啓 / スタジオ・ハード）
ファイアーエムブレム 幻の王国
（1990年 黒トレス / スタジオ・ハード）
『ファイアーエムブレム 暗黒竜と光の剣』の主人公マルスが、幻の王国「フェルトニア」で戦う外伝ストーリー。時系列的にはレフカンティの砦へ進軍中にフェルトニアに飛ばされたことになっており、7章（一部リメイク作品では6章）前の出来事である。
魍魎戦記MADARA 聖なる反逆者
（1990年 高木成一、犬飼わたる / レッカ社）
ゲームや原作コミックより低い年齢層に向けた構成になっている。
忍者らホイ! 痛快うんがちょこ忍法伝!!
（1990年 橋爪啓 / スタジオ・ハード）
平和だった忍の国を、突如悪のドクロ忍者軍団が襲う。敵の術で石にされてしまった国の創始者である父ラホイに代わって、息子の風丸が忍犬タカ丸や妹あかねと共にドクロ征伐の旅に出た。すいとんの術や分身の術といったお馴染みの忍術を道中で会得しながら、父の残した5本の巻物を集めて最終奥義を会得し、四天王や宿敵ドクロ将軍を倒すのが目的。ちなみに風丸の育ての親は雲谷斉（うんこくさい）というお約束な名前。
サンサーラ・ナーガ めざせ究極の竜使い
（1990年 高木成一 / レッカ社）
デジタルデビル物語 女神転生II メシアプロジェクト2036
（1990年 吉田圭、井上尚美 / レッカ社）
いつか戦争の終わる時に目覚めるべく、地下シェルター内で大勢の仲間とコールドスリープした青年「タクマ」。そしてタクマは眠りから覚めるが、仲間は誰一人目覚めなかった。動揺する彼の前に「リュウ」と名乗る青年が現れ、戦争は終わったものの今の地上は悪魔たちが跳梁跋扈する世界に変わったと説明する。タクマとリュウは悪魔達の親玉「サタン」に対抗すべく、「ルシファー」を目覚めさせようとする。
ストーリーは単純な勧善懲悪ではなく、女神転生らしい重みは健在である。
ワルキューレの伝説 舞い降りた女神
（1990年 尾崎克之 / レッカ社）
ラストハルマゲドン 魔界創世記
（1990年 高木成一、犬飼わたる / レッカ社）
虹のシルクロード 東方不思議見聞録
（1990年 勝沼紳一）
「攻防力」というパラメータが戦いの動向を左右するのだが、ただ単に高ければよいというわけではない、珍しいシステムをとっている。

### その他の1991年刊行作品
ジャングルウォーズ ジャングルを守れ!
（1991年 橋爪啓 / スタジオ・ハード）
ゲームボーイで発売された同名RPGソフトが原作。動物と人間が共存し仲良く暮らす平和なジャングルだったが、その平和を脅かす密猟者集団、ゴート団にさらわれた森の守護者ジャングルパパを救い出すため旅立つ少年ボーイとその仲間、サルのサスケと魔法使いミオの冒険ストーリーで、敵は主にゴート団に洗脳された動物達が相手。ルートはほぼ一直線で特に迷うことはないが、道中にてボーイ達が動物の味方らしからぬ行動を取ると、ラスボス・カーマックの体力がどんどん上昇するという仕掛けが施されている。近代的な文明を持った都会へも足を運ぶが、回転扉でグルグル回ったり、洋式トイレを風呂桶と間違えたりと、ボーイ達が遭遇するカルチャーギャップの描写もお約束となっている。
じゅうべえくえすと 超編時空物語
（1991年 池田美佐 / スタジオ・ハード）
ストーリーの大筋は原作に忠実だが、様々なところで簡略化されている。イワン・ウルフのサブシナリオについてはダイジェストにまとめられており、1項目だけを読む形となっている。
メタルマックス 爆走タンク冒険戦記
（1991年 村上紳）

## 双葉文庫ゲームブック

### ルパン三世ゲームブック
「ルパン三世#ゲームブック」を参照

### ガバリン
1986年のホラー映画『ガバリン』をゲームブック化した作品。1986年刊、塩田信之、飯野文彦、三原治、中山りか子著 内田信一、熊木浩之パズル制作。

### セクシーゲームブック
実写の女性モデルを起用し、お色気をテーマにしたシリーズ。全3冊。いずれも1987年刊、流線形オフィス編集。
アニマルタイフーン
モデル : 柳沢みゆき、篠原えり / イラスト : 見田竜介、萩島千秋、徳山保 / 項目数 : 260 / ISBN 4-575-76018-8
高校1年生の少女・宮ノ里はるかは、特殊な薬草を服用することで獣に変じる能力をそなえた一族の末裔である。彼女のもとに「魔獣人三人衆」を名乗る者たちから、変身の秘伝を明かすように要求が届いた。はるかは薬草を練りこんだクッキーを食べることで、ネコ・トリ・キツネの3種の獣の力を使い分け、三人衆に対抗する。
アニマルタイフーン2 魔獣伝説
モデル : 広瀬麻里、岡田きよみ / イラスト : 見田竜介、長田英樹 / 項目数 : 260 / ISBN 4-575-76022-6
宮ノ里一族の縁者である宮ノ守やよいが、謎の女性「ブラッディ・スネーク」に誘拐された。やよいの兄・宮ノ守大介が、薬草を用いずとも狼男に変身できる能力を活かし、妹の救出に立ち上がる。
魔性戦線 PHANTOM FRONT：Σ
モデル : 大友由香、黒沢ひとみ、梅坦義明 / イラスト : 長田英樹 / 項目数 : 250 / ISBN 4-575-76042-0
新宿の私立探偵・叶進平は、チャムという少女をフロリダまで送り届ける仕事を引き受けた。しかし、立ち寄ったハワイでチャムを誘拐されてしまう。チャムの行方を追う進平は、謎の美女・李紅華や米軍との三つ巴の抗争に巻き込まれる。

### ペパーミントゲームブック
少女小説をベースにしたシリーズ。当時はまだゲームに馴染んでいなかったローティーンの読者を対象に、学園ものや魔法もの、おまじないを駆使した恋愛ものといった内容で、戦闘系ではなく恋のステップアップなどを軸にゲーム展開させて、少女読者を取り込もうとしたことに特徴がある。
怪談学園 水絵のゴーストバスターズ
（1989年 安藤夏 / スタジオ・ハード）
彼のハートにおまじない
（1989年 樹かりん / スタジオ・ハード）
オリーブたちのアブない放課後 トラブルくらぶ事件ファイル
（1989年 沙籐いつき / スタジオ・ハード）
不思議なジュリエット 純愛DOKIDOKIストーリー
（1989年　勝沼紳一 / レッカ社）
タロット幻想曲（ファンタジア） 運命の指輪を探せ!
（1989年　清水真理子 / レッカ社）
薫の君によろしく! DOKIDOKI平安京ストーリー
（1989年　柴崎あづさ / レッカ社）
現代の少女が平安時代にタイムトリップし、雅な宮廷生活を体験しつつ一人前のレディになっていくという仕立て。恋あり冒険ありの少女向けストーリーとなっている。
アイ 愛（LOVE）あいどる
（1989年 高野富士雄 / アミューズメントクラブ）
卒業式はKissでスタート
（1990年 原彩子 / アミューズメントクラブ）
Mr.アイドルに首ったけ CHIGUHAGU探偵団
（1990年 樹かりん / スタジオ・ハード）
死神くんは恋のジャマ
（1990年 樹かりん / スタジオ・ハード）
レッツゴースト探偵団
（1990年 樹かりん / スタジオ・ハード）
花色マジカル・オペレッタ 魔法のピアスにお願い!
（1990年 清水真理子 / レッカ社）
ア・ベ・コ・ベ狂騒曲(ラプソディ) ミラーワールドへようこそ
（1990年 清水真理子 / レッカ社）
放課後のキス泥棒 トラブルくらぶ事件ファイル2
（1990年 沙籐いつき / スタジオ・ハード）